# 詹姆斯·沃尔芬森
詹姆士·大衛·伍芬桑爵士，KBE，AO（英語：Sir James David Wolfensohn，1933年12月1日—2020年11月25日），澳洲裔美國人，律師、投資銀行家與经济学家，曾任世界銀行集團第九任行長。

## 生平
伍芬桑1933年12月1日生於澳洲新南威爾士州悉尼。在其自傳《A Global Life》中，伍芬桑自述從對貨幣的不安全感來自童年，並解釋自己一直在尋找緩衝以自保。
他曾在伍哈勒公學（Woollahra Public School）與雪梨男子高中就學。並在悉尼大學攻讀藝術（BA）與法律（LLB）。1959年，伍芬桑在哈佛商学院獲得工商管理碩士（MBA）學位。2010年，伍芬桑在回憶錄中透露，包含英語在內，自己曾有好幾門大學課程不及格，而且自己是個「大器晚成的人」（late developer）。
1956年在墨尔本舉辦的墨爾本奧運中，他曾是澳洲擊劍代表隊成員，伍芬桑同時也曾是澳大利亚皇家空军一員。
2020年11月25日，他在自己曼哈頓的家，因肺炎的併發症逝世，終年86歲。

## 荣誉

### 外国勋章奖章
- 旭日大绶章（日本，2006年4月公布[6]）